# 피라각
피라각(皮羅閤; 고대 이 문자:  pi lorp guurp; 윈난 남부 이어: /pʰi33 lo̠21 ko̠21/; 698년 ~ 748년)은 남조의 제 5대 국왕(재위 : 728년 ~ 748년)이다. 시호는 귀의왕(歸義王)이다. 대몽국의 수령에서 738년, 당나라의 지원을 받아 육조를 통일하고 국명을 남조국이라 하여 나라를 세웠다. 이후, 738년에 당 현종 이융기는 후에 피라각을 몽귀의왕(蒙歸義王), 운남왕으로 봉하였다. 피라각은 748년에 죽었으며 피라각 다음에 즉위한 왕인 각라봉은 대몽국 때부터 계속된 친당정책을 버리고 당나라에 대항하였다.

## 업적
당은 토번을 견제하기 위해 737년에 어사 엄정회(嚴正誨)를 파견해 남조의 통일 전쟁을 지원했다. 피라각은 이러한 지원세력을 업고 737년에 석화성(石和城)과 석교성(石橋城)를 공격해 주변 25여 부족을 흡수하였으며 종래에는 육조를 통일하고 도읍을 웨이샨(巍山)으로 정해 남조국을 건국했다. 그 후, 739년에는 수도를 태화성(太和城)으로 옮겼다. 피라각 때에도 전통적으로 당나라와의 수교했으며 서로 합심해 토번을 견제하였다.

## 같이 보기
- 다리시
- 남조 (왕국)
- 쀼
- 당나라